# Кедровка (Бакчарський район)
Ке́дровка (рос. Кедровка) — селище (в минулому присілок) у складі Бакчарського району Томської області, Росія. Входить до складу Парбізького сільського поселення.

## Населення
Населення — 58 осіб (2010; 147 у 2002).
Національний склад (станом на 2002 рік):
- росіяни — 86 %